# Knottenhof (Stegaurach)
Knottenhof (bambergisch: Knonhof) ist ein Gemeindeteil der Gemeinde Stegaurach im oberfränkischen Landkreis Bamberg in Bayern.

## Lage
Die Einöde liegt südöstlich des Kernortes Stegaurach. Am nördlichen Ortsrand fließt die Aurach. Westlich verläuft die Bundesstraße 22, östlich verläuft die Staatsstraße 2254, erstreckt sich das Naturwaldreservat Wolfsruhe und fließt die Regnitz.

## Baudenkmäler
In der Liste der Baudenkmäler in Stegaurach ist für Knottenhof ein Baudenkmal aufgeführt:
- Das Bauernhaus Knottenhof 2 ist ein zweigeschossiger massiver und verputzter Satteldachbau aus der Mitte des 18. Jahrhunderts. Bei dem Gebäude, das Mitte des 19. Jahrhunderts verändert wurde, handelt es sich angeblich um ein herrschaftliches Ökonomiegebäude der alten Burg.